# Матч всех звёзд НБА

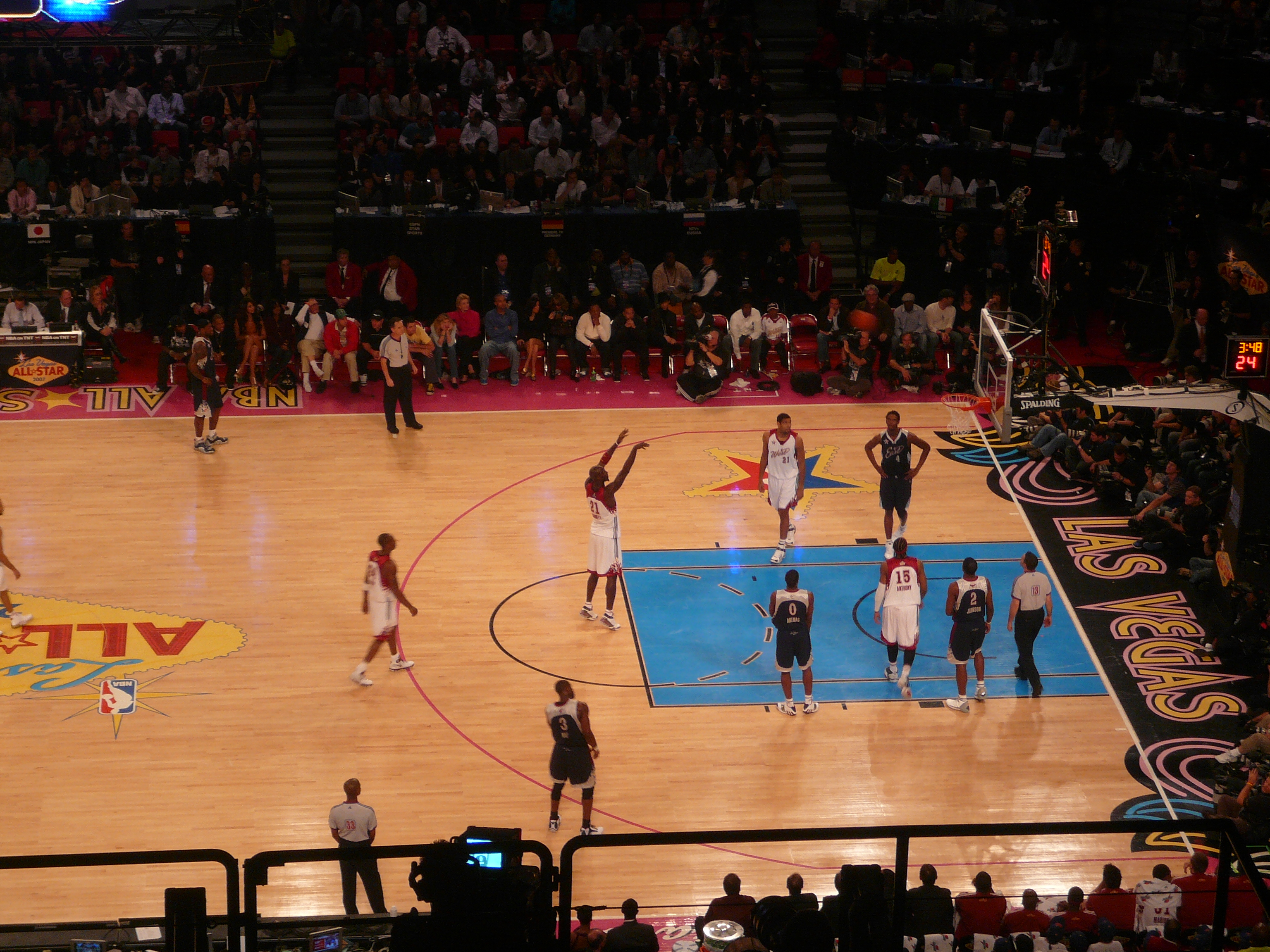
Игра 2007 года

Матч всех звёзд Национальной баскетбольной ассоциации (англ. NВА All-Star Game) — ежегодная игра сильнейших действующих баскетболистов НБА Западной и Восточной конференций. Первый Матч всех звёзд был сыгран 2 марта 1951 года в Бостоне, в сезоне 1950/51 года.
Матч всех звёзд — апофеоз звездного уик-энда, который является прежде всего грандиозным шоу, где спортивная составляющая отходит на второй план. Матчи проводились 61 раз. Сборная Востока лидирует с явным преимуществом — 36:25.
Состав команд определялся двумя способами. Стартовые пятёрки команд определяются голосованием болельщиков. Два защитника, два нападающих и один центровой, набравшие максимальное количество голосов, входят в стартовый состав команд на Матч всех звёзд. Запасные игроки определялись голосованием среди главных тренеров команд соответствующей конференции. Тренер не имеет право голосовать за игроков своей команды. Запасные игроки команды состоят из 2 нападающих, 2 защитников, центрового и двух игроков вне зависимости от амплуа. При травме игрока замену ему определяет комиссар Лиги.
Тренерами на Матче всех звёзд НБА являются тренера, чьи команды имеют самый большой процент побед в каждой конференции исходя из статистики по воскресенья за 2 недели до матча Всех Звёзд. Однако каждый тренер не может принимать участие в матче два сезона подряд. Это так называемое «правило Райли» так потому, что тренер «Лос-Анджелес Лейкерс» Пэт Райли так часто выигрывал, что он тренировал команду Западной конференции восемь раз из девяти сезонов с 1982 по 1990 годах. В случае, если тренер команды повторяется как обладатель лучший статистики, то тренер из команды со второй лучшей статистикой будет тренировать звёзд этой Конференции.

## Характерные черты матча всех звёзд
Матч всех звёзд играется по обычным правилам НБА, но есть заметные отличия от обычных игр. С тех пор как стартовая пятерка выбирается голосованием болельщиками, игроки иногда начинают игру на непривычной позиции. Например в 2007 году Коби Брайант и Трэйси Макгрэди набрали наибольшее количество голосов болельщиков среди защитников Западной конференции. Так как оба игрока обычно выступают на позиции атакующего защитника, Брайант, чей рост составляет 198 см, начал игру как разыгрывающий защитник. На позиции разыгрывающего обычно выступает игрок с меньшим ростом.
Представление игрока обычно сопровождаются существенным количеством фанфар, включающим световые эффекты, танцевальную музыку, и пиротехнику. Специальные формы разрабатываются для игры каждый год, обычно красный для Западной Конференции и синий для Восточной конференции. Но для игр 1997—2002 годов игрокам разрешалась возможность носить их соответствующие форму команды. Главный исполнитель поет как правило Гимн Канады и Гимн США до предупреждения. Одно из незабываемых действий было дано Марвином Гэем во время игры 1983 года. Марвину аккомпанировал Гордон Бэнкс, который играл музыку, включающею многочисленные элементы соула и фанка. У Бэнкса все ещё есть та историческая музыкальная запись на магнитофонную плёнку, на которой Гэй спел его проникновенную версию.
Игровой процесс обычно включает в себя игроков, предпринимающих зрелищные слэм-данки и алле-упы. Оборонительные усилия ограничены и окончательный счёт игры в целом намного выше, чем в средней игре НБА. Тренеры также пытаются дать игровое время большинству игроков резерва на площадке вместо того, чтобы использовать ограниченную ротацию, как на обычной игре. В четвёртой четверти игры часто играли в более конкурентоспособном стиле, если игра близка.
Перерыв является также длиннее, чем обычные игры НБА из-за музыкальных выступлений различных артистов, таких как Элтон Джон, Бейонсе, Мэрайя Кэри, OutKast, Джон Ледженд.

## Победители матча всех звёзд
По количеству побед в Матчах всех звёзд лидирует команда Востока со счётом 38-29.
| Западная конференция (29 побед) | Восточная конференция (38 побед) |
| ------------------------------- | -------------------------------- |

| Год  | Результат                                                                                  | (Арена), Город                                                                             | MVP1                                                                                       |
| ---- | ------------------------------------------------------------------------------------------ | ------------------------------------------------------------------------------------------ | ------------------------------------------------------------------------------------------ |
| 1951 | Восток 111, Запад 94                                                                       | (Boston Garden), Бостон, MA                                                                | Эд Маккалей, Бостон Селтикс                                                                |
| 1952 | Восток 108, Запад 91                                                                       | (Boston Garden), Бостон, MA                                                                | Пол Аризин, Филадельфия Уорриорз                                                           |
| 1953 | Запад 79, Восток 75                                                                        | (Allen County War Memorial Coliseum), Форт-Уэйн                                            | Джордж Майкен, Миннеаполис Лейкерс                                                         |
| 1954 | Восток 98, Запад 93 (OT)                                                                   | (Медисон-сквер-гарден), Нью-Йорк                                                           | Боб Коузи, Бостон Селтикс                                                                  |
| 1955 | Восток 100, Запад 91                                                                       | (Медисон-сквер-гарден), Нью-Йорк                                                           | Билл Шерман, Бостон Селтикс                                                                |
| 1956 | Запад 108, Восток 94                                                                       | (Blue Cross Arena), Рочестер, Нью-Йорк                                                     | Боб Петтит, Сент-Луис Хокс                                                                 |
| 1957 | Восток 109, Запад 97                                                                       | (Boston Garden), Boston, MA                                                                | Боб Коузи (2),Бостон Селтикс                                                               |
| 1958 | Восток 130, Запад 118                                                                      | (Kiel Auditorium), Сент-Луис                                                               | Боб Петтит (2), Сент-Луис Хокс                                                             |
| 1959 | Запад 124, Восток 108                                                                      | (Olympia Stadium), Детройт                                                                 | Элджин Бэйлор, Миннеаполис Лейкерс; Боб Петтит (3), Сент-Луис Хокс                         |
| 1960 | Восток 125, Запад 115                                                                      | (Convention Hall), Филадельфия                                                             | Уилт Чемберлен, Филадельфия Уорриорз                                                       |
| 1961 | Запад 153, Восток 131                                                                      | (Onondaga County War Memorial Coliseum), Сиракьюс, Нью-Йорк                                | Оскар Робертсон, Цинциннати Роялз                                                          |
| 1962 | Запад 150, Восток 130                                                                      | (Kiel Auditorium), St. Louis, MO                                                           | Боб Петтит (4), Сент-Луис Хокс                                                             |
| 1963 | Восток 115, Запад 108                                                                      | (LA Sports Arena), Лос-Анджелес                                                            | Билл Расселл, Бостон Селтикс                                                               |
| 1964 | Восток 111, Запад 107                                                                      | (Boston Garden), Boston, MA                                                                | Оскар Робертсон (2), Цинциннати Роялз                                                      |
| 1965 | Восток 124, Запад 123                                                                      | (Kiel Auditorium), St. Louis, MO                                                           | Джерри Лукас, Цинциннати Роялз                                                             |
| 1966 | Восток 137, Запад 94                                                                       | (Cincinnati Gardens), Цинциннати                                                           | Адриан Смит, Цинциннати Роялз                                                              |
| 1967 | Запад 135, Восток 120                                                                      | (Cow Palace), Сан-Франциско                                                                | Рик Бэрри, Сан-Франциско Филадельфия Уорриорз                                              |
| 1968 | Восток 144, Запад 124                                                                      | (Медисон-сквер-гарден), Нью-Йорк                                                           | Хэл Грир, Филадельфия 76                                                                   |
| 1969 | Восток 123, Запад 112                                                                      | (Baltimore Civic Center), Балтимор                                                         | Оскар Робертсон (3), Цинциннати Роялз                                                      |
| 1970 | Восток 142, Запад 135                                                                      | (The Spectrum), Philadelphia, PA                                                           | Уиллис Рид, Нью-Йорк Никс                                                                  |
| 1971 | Запад 108, Восток 107                                                                      | (San Diego Sports Arena), Сан-Диего                                                        | Ленни Уилкенс, Сиэтл Суперсоникс                                                           |
| 1972 | Запад 112, Восток 110                                                                      | (Форум), Инглвуд, Калифорния                                                               | Джерри Уэст, Лос-Анджелес Лейкерс                                                          |
| 1973 | Восток 104, Запад 84                                                                       | (Chicago Stadium), Чикаго                                                                  | Дейв Коуэнс, Бостон Селтикс                                                                |
| 1974 | Запад 134, Восток 123                                                                      | (Seattle Center Coliseum), Сиэтл                                                           | Боб Ленье, Детройт Пистонс                                                                 |
| 1975 | Восток 108, Запад 102                                                                      | (Veterans Memorial Coliseum), Финикс                                                       | Уолт Фрейзер, Нью-Йорк Никс                                                                |
| 1976 | Восток 123, Запад 109                                                                      | (The Spectrum), Philadelphia, PA                                                           | Дэйв Бинг, Вашингтон Буллетс                                                               |
| 1977 | Запад 125, Восток 124                                                                      | (Milwaukee Arena), Милуоки                                                                 | Джулиус Ирвинг, Филадельфия 76                                                             |
| 1978 | Восток 133, Запад 125                                                                      | (Omni Coliseum), Атланта                                                                   | Рэнди Смит, Баффало Брейвз                                                                 |
| 1979 | Запад 134, Восток 129                                                                      | (Pontiac Silverdome), Понтиак (Мичиган)†                                                   | Дэвид Томпсон, Денвер Наггетс                                                              |
| 1980 | Восток 144, Запад 136 (OT)                                                                 | (Capital Centre), Landover, MD                                                             | Джордж Гервин, Сан-Антонио Спёрс                                                           |
| 1981 | Восток 123, Запад 120                                                                      | (Coliseum at Richfield), Richfield, OH                                                     | Нейт Арчибальд, Бостон Селтикс                                                             |
| 1982 | Восток 120, Запад 118                                                                      | (Brendan Byrne Arena at The Meadowlands), Ист-Ратерфорд                                    | Ларри Бёрд, Бостон Селтикс                                                                 |
| 1983 | Восток 132, Запад 123                                                                      | (Форум), Инглвуд, Калифорния                                                               | Джулиус Ирвинг (2), Филадельфия 76                                                         |
| 1984 | Восток 154, Запад 145 (OT)                                                                 | (McNichols Sports Arena), Денвер                                                           | Айзея Томас, Детройт Пистонс                                                               |
| 1985 | Запад 140, Восток 129                                                                      | (RCA Dome), Индианаполис †                                                                 | Ральф Сэмпсон, Хьюстон Рокетс                                                              |
| 1986 | Восток 139, Запад 132                                                                      | (Reunion Arena), Даллас                                                                    | Айзея Томас (2), Детройт Пистонс                                                           |
| 1987 | Запад 154, Восток 149 (OT)                                                                 | (Kingdome), Seattle, WA†                                                                   | Том Чемберс, Сиэтл Суперсоникс                                                             |
| 1988 | Восток 138, Запад 133                                                                      | (Чикаго Стэдиум), Чикаго                                                                   | Майкл Джордан, Чикаго Буллз                                                                |
| 1989 | Запад 143, Восток 134                                                                      | (Астродом), Хьюстон†                                                                       | Карл Мэлоун, Юта Джаз                                                                      |
| 1990 | Восток 130, Запад 113                                                                      | (Miami Arena), Майами                                                                      | Мэджик Джонсон, Лос-Анджелес Лейкерс                                                       |
| 1991 | Восток 116, Запад 114                                                                      | (Charlotte Coliseum), Шарлотт                                                              | Чарльз Баркли, Филадельфия 76                                                              |
| 1992 | Запад 153, Восток 113                                                                      | (Orlando Arena), Орландо                                                                   | Мэджик Джонсон (2), Лос-Анджелес Лейкерс                                                   |
| 1993 | Запад 135, Восток 130 (OT)                                                                 | (Delta Center), Солт-Лейк-Сити                                                             | Карл Мэлоун (2), Юта Джаз; Джон Стоктон, Юта Джаз                                          |
| 1994 | Восток 127, Запад 118                                                                      | (Target Center), Миннеаполис                                                               | Скотти Пиппен, Чикаго Буллз                                                                |
| 1995 | Запад 139, Восток 112                                                                      | (America Запад Arena), Финикс                                                              | Митч Ричмонд, Сакраменто Кингз                                                             |
| 1996 | Восток 129, Запад 118                                                                      | (Alamodome), Сан-Антонио                                                                   | Майкл Джордан (2), Чикаго Буллз                                                            |
| 1997 | Восток 132, Запад 120                                                                      | (Gund Arena), Кливленд, OH                                                                 | Глен Райс, Шарлотт Хорнетс                                                                 |
| 1998 | Восток 135, Запад 114                                                                      | (Медисон-сквер-гарден), Нью-Йорк                                                           | Майкл Джордан (3),Чикаго Буллз                                                             |
| 1999 | Матч отменён из-за локаута (планировался в First Union Center в Филадельфии, Пенсильвания) | Матч отменён из-за локаута (планировался в First Union Center в Филадельфии, Пенсильвания) | Матч отменён из-за локаута (планировался в First Union Center в Филадельфии, Пенсильвания) |
| 2000 | Запад 137, Восток 126                                                                      | (Арена в Окланде), Окленд (Калифорния)                                                     | Тим Данкан, Сан-Антонио Спёрс; Шакил О'Нил, Лос-Анджелес Лейкерс                           |
| 2001 | Восток 111, Запад 110                                                                      | (MCI Center), Вашингтон                                                                    | Аллен Айверсон, Филадельфия 76                                                             |
| 2002 | Запад 135, Восток 120                                                                      | (Фёрст Юнион Центр), Филадельфия                                                           | Коби Брайант, Лос-Анджелес Лейкерс                                                         |
| 2003 | Запад 155, Восток 145 (2OT)                                                                | (Филипс Арена), Атланта                                                                    | Кевин Гарнетт, Миннесота Тимбервулвз                                                       |
| 2004 | Запад 136, Восток 132                                                                      | (Стэйплс Центр), Лос-Анджелес                                                              | Шакил О'Нил (2), Лос-Анджелес Лейкерс                                                      |
| 2005 | Восток 125, Запад 115                                                                      | (Pepsi Center), Денвер                                                                     | Аллен Айверсон (2), Филадельфия 76                                                         |
| 2006 | Восток 122, Запад 120                                                                      | (Toyota Center), Хьюстон                                                                   | Леброн Джеймс, Кливленд Кавальерс                                                          |
| 2007 | Запад 153, Восток 132                                                                      | (en:Thomas & Mack Center), Лас-Вегас *                                                     | Коби Брайант (2), Лос-Анджелес Лейкерс                                                     |
| 2008 | Восток 134, Запад 128                                                                      | (Нью Орлеан Арена), Новый Орлеан                                                           | Леброн Джеймс (2), Кливленд Кавальерс                                                      |
| 2009 | Запад 146, Восток 119                                                                      | (US Airways Center) Финикс                                                                 | Коби Брайант (3), Лос-Анджелес Лейкерс; Шакил О'Нил (3), Финикс Санз                       |
| 2010 | Восток 141, Запад 139                                                                      | (Cowboys Stadium), Арлингтон†                                                              | Дуэйн Уэйд, Майами Хит                                                                     |
| 2011 | Восток 143, Запад 148                                                                      | (Стэйплс Центр), Лос-Анджелес                                                              | Коби Брайант (4), Лос-Анджелес Лейкерс                                                     |
| 2012 | Запад 152, Восток 149                                                                      | (Эмвей-центр), Орландо                                                                     | Кевин Дюрант , Оклахома-Сити Тандер                                                        |
| 2013 | Запад 143, Восток 138                                                                      | (Тойота-центр), Хьюстон                                                                    | Крис Пол, Лос-Анджелес Клипперс                                                            |
| 2014 | Запад 155, Восток 163                                                                      | (Нью-Орлеан-арена), Нью-Орлеан                                                             | Кайри Ирвинг, Кливленд Кавальерс                                                           |
| 2015 | Восток 158, Запад 163                                                                      | (Мэдисон-сквер-гарден), Нью-Йорк                                                           | Расселл Уэстбрук, Оклахома-сити Тандер                                                     |
| 2016 | Восток 173, Запад 196                                                                      | (Эйр Канада-центр), Торонто                                                                | Расселл Уэстбрук (2), Оклахома-сити Тандер                                                 |
| 2017 | Восток 182, Запад 192                                                                      | (Смути-кинг-центр), Нью-Орлеан                                                             | Энтони Дэвис, Нью-Орлеан Пеликанс                                                          |
| 2018 | Команда Леброна (Восток) 148, Команда Стефа (Запад) 145                                    | (Стейплс-центр), Лос-Анджелес                                                              | Леброн Джеймс (3), Кливленд Кавальерс                                                      |
| 2019 | Команда Леброна 178, Команда Янниса 165                                                    | (Спектрум-центр), Шарлотт (Северная Каролина)                                              | Кевин Дюрант (2), Голден Стэйт Уорриорз                                                    |
| 2020 | Команда Леброна 157, Команда Янниса 155                                                    | (Юнайтед-центр), Чикаго                                                                    | Кавай Леонард, Лос-Анджелес Клипперс                                                       |
| 2021 | Команда Леброна 170, Команда Дюранта 150                                                   | (Стэйт Фарм-арена), Атланта                                                                | Яннис Адетокунбо, Милуоки Бакс                                                             |
| 2022 | Команда Леброна 163, Команда Дюранта 160                                                   | (Рокет Мортгедж Филдхаус) Кливленд                                                         | Стефен Карри, Голден Стейт Уорриорз                                                        |
| 2023 | Команда Янниса 184, Команда Леброна 175                                                    | (Вивинт-смарт-хоум-арена), Солт-Лейк-Сити                                                  | Джейсон Тейтум, Бостон Селтикс                                                             |

Комментарии
- * отмечен город, в котором нет команды НБА в текущем сезоне.
- † помечен стадион NFL или MLB, на котором прошёл Матч всех звёзд НБА.
- 1 См. Самый ценный игрок Матча всех звёзд для большей информации
- Мемфис, Портленд, Сакраменто, Оклахома-Сити,— города, в которых не проходил Матч всех звёзд НБА.